# Amityville
Amityville è una località degli Stati Uniti d'America nella Contea di Suffolk, nello Stato di New York. La cittadina è situata sulla costa meridionale di Long Island e fa parte dell'area metropolitana di New York. Ha lo status di village e condivide con le vicine Babylon e Lindenhurst l'amministrazione del comune di Babylon.
Da oltre quarant'anni la cittadina, il cui nome deriva dalla parola latina "amicus" (amico), è famosa per ospitare quella che sembra essere la più famosa casa infestata d'America.

## Storia
I coloni di Huntington visitarono l'area di Amityville nel 1653 per bisogno di fieno e di sale. La città venne fondata nel 1658. L'antico nome di Amityville era Huntington West Neck South.
Secondo la tradizione, il nome fu cambiato nel 1846, quando i residenti si incontrarono per istituire un nuovo ufficio postale. L'incontro si trasformò ben presto in una baraonda, tanto che uno dei partecipanti esclamò « Ciò di cui ha bisogno quest'incontro è un po' di amicizia » (What this meeting needs is some amity). Secondo un'altra versione il nome della città venne suggerito da Samuel Ireland, proprietario di un mulino, conforme a quello della sua barca, la Amity.

## Orrore ad Amityville
Amityville è famosa per essere luogo dell'ambientazione del libro Orrore ad Amityville scritto da Jay Anson e pubblicato nel 1977, dal quale sono stati tratti numerosi film dal 1979 in poi. Orrore ad Amityville trae ispirazione da un fatto di cronaca avvenuto ad Amityville nel novembre 1974, quando Ronald DeFeo Jr. uccise tutti i sei membri della sua famiglia nella loro casa al 112 Ocean Avenue.
Nel dicembre 1975 George e Kathy Lutz e i tre figli di Kathy si trasferirono nella casa, ma la lasciarono dopo ventotto giorni asserendo che la casa fosse infestata da fantasmi. Il libro di Jay Anson è basato su questi fatti con l'aggiunta però di alcuni elementi di fantasia.
Il romanzo, così come i film da esso tratti e la stessa storia della casa infestata, sono tutt'oggi oggetto di discussioni e controversie.

## Monumenti e luoghi d'interesse

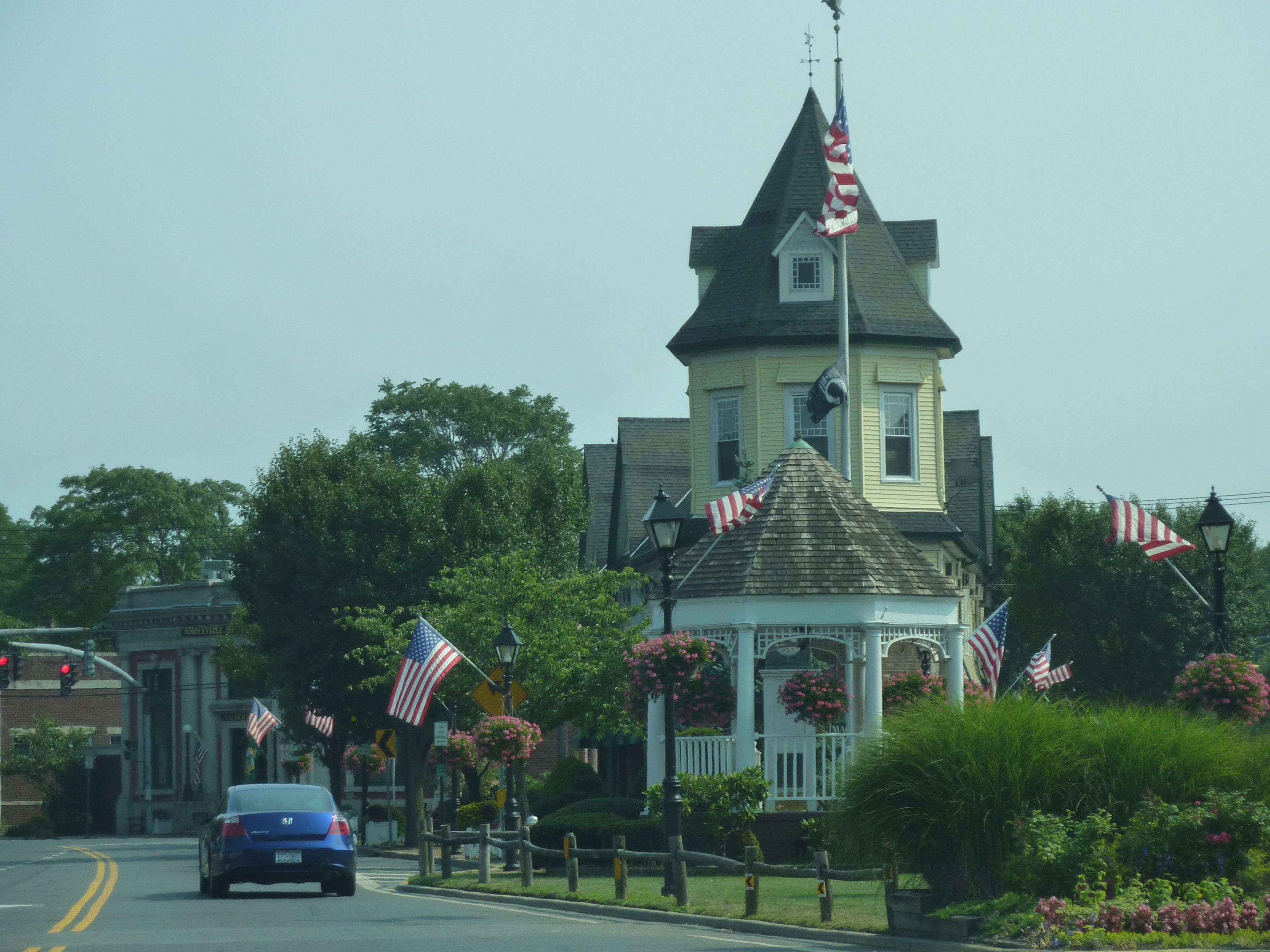
Il Triangolo nel centro di Amityville

- Il Triangolo (The Triangle), costruito nel 1892.
- Il Museo Lauder, costruito nel 1909.
- 112 Ocean Avenue, indirizzo dell'abitazione che fu teatro del "Massacro di Amityville" del 1974, durante il quale Ronald DeFeo Jr. sterminò a colpi di fucile la famiglia, ovvero i genitori, Ronald DeFeo Sr. (43 anni) e Louise DeFeo (42), e i suoi quattro fratelli e sorelle (Dawn, di 18 anni; Allison, di 13; Marc, di 12 e John Matthew, di 9). Quel macabro evento ispirò un bizzarro interesse nell'ambito del paranormale e delle possessioni demoniache, da parte del giornalista Stephen Kaplan e quindi dello scrittore Jay Anson, che fu anche l'autore del libro Orrore ad Amityville del 1977, e dal quale nacque, a sua volta, una saga cinematografica horror, partendo dai primi due film più famosi, Amityville Horror, di Stuart Rosenberg, del 1979, e Amityville Possession[4], di Damiano Damiani, del 1982.
- Il Mike James Courts al Bolden Mack Park.

## Geografia fisica
La morfologia del terreno è pianeggiante, sono pochi chilometri di terra emersa con un piccolo lago.
Secondo lo United States Census Bureau, il villaggio ha una superficie totale di 2,5 miglia quadrate (6,5 km²), di cui, 2,1 miglia quadrate (5,4 km²) sono composte da terra e 0,4 miglia quadrate (1.0 km²) da acqua. La superficie totale è di 15,38% di acqua.
Il villaggio di Amityville è delimitato ad ovest dalla East Massapequa (in Nassau County), a nord da North Amityville, a nord-est e ad est da Copiague, e a sud dalla Great South Bay.

## Società

### Evoluzione demografica
Secondo un censimento del 2010, c'erano 9.523 persone e 3.107 famiglie nel villaggio, con 2,61 persone per famiglia. La densità di popolazione era 4.506,9 persone per miglio quadrato. 

## Amityville nella cultura di massa

### Cinema
- Tutta la saga di Amityville.
- Ispirata alla città di Amityville, Amity Island è il nome della località in cui si svolge il film Lo squalo di Steven Spielberg.

### Musica
- Eminem canta "Amityville" nell'album The Marshall Mathers LP.

## Amministrazione

### Gemellaggi
Amityville è gemellata con:
- Le Bourget, Francia dal 1979.[2]